# Hagikaze (contratorpedeiro)
O Hagikaze (萩風) foi um navio contratorpedeiro operado pela Marinha Imperial Japonesa e a décima sétima embarcação da Classe Kagerō. Sua construção começou em maio de 1939 nos estaleiros da Uraga e foi lançado ao mar em junho de 1940, sendo comissionado na frota japonesa em março do ano seguinte. Era armado com uma bateria principal de seis canhões de 127 milímetros e oito tubos de torpedo de 610 milímetros, tinha um deslocamento carregado de 2,5 mil toneladas e conseguia alcançar uma velocidade máxima de 35 nós (65 quilômetros por hora).
O Hagikaze teve uma carreira ativa na Segunda Guerra Mundial. Ele apoiou a invasão das Filipinas no final de 1941 e das Índias Ocidentais Holandesas em janeiro de 1942, em seguida participando da escolta de diferentes forças pelo Mar de Java e Oceano Índico. O navio lutou na Batalha de Midway em junho e resgatou sobreviventes do porta-aviões Kaga. Foi danificado na Campanha de Guadalcanal em agosto e permaneceu em reparos até março de 1943. Depois escoltou comboios entre Truk e Rabaul. O Hagikaze foi afundado 7 de agosto de 1943 na Batalha do Golfo de Vella.